# Jodie Sutton
Jodie Sutton (Calgary, 23 aprile 1968) è una giocatrice di curling canadese.

## Biografia
Partecipò ai XVI Giochi olimpici invernali edizione disputata a Albertville (Francia) nel 1992, riuscendo ad ottenere la terza posizione nella squadra canadese con le connazionali Julie Sutton, Melissa Soligo, Karri Wilms e Elaine Dagg-Jackson. 
Nell'edizione la nazionale tedesca si classificò prima, la norvegese seconda. La competizione ebbe lo status di sport dimostrativo.